# Stemmiulus major
Stemmiulus major är en mångfotingart som beskrevs av Carl 1914. Stemmiulus major ingår i släktet Stemmiulus och familjen Stemmiulidae. Inga underarter finns listade i Catalogue of Life.